# M8 (Storbritannien)

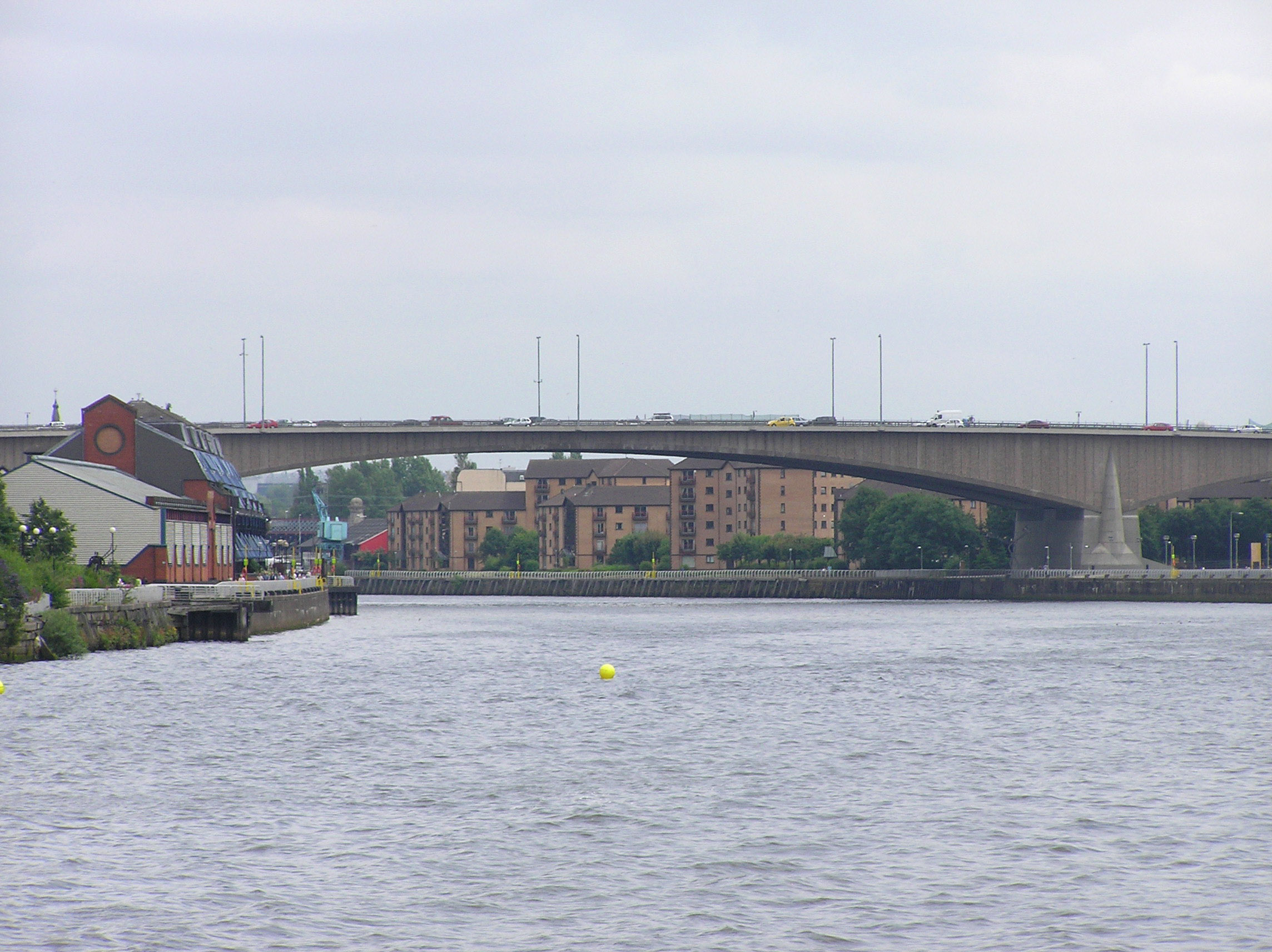
Kingston Bridge, som leder M8 över Clyde

Lägeskarta

M8 är en motorväg i Skottland som tillsammans med A8 förbinder Edinburgh och Greenock, via Glasgow. A8 börjar i centrala Edinburgh, och går parallellt med M8 en dryg halvmil mellan Edinburghs förbifart och M9. Därefter går M8 ensam förbi Livingston och Bathgate, varpå vägen blir A8 förbi Airdrie och Coatbridge. Öster om Glasgow kommer M8 tillbaka, vid anslutningen till M73 (och via M73 även M74). Från denna punkt går A8 och M8 parallellt genom centrala Glasgow. I Glasgows innerstad korsar M8 floden Clyde på en stor bro som heter Kingston Bridge. Den är Europas mest trafikerade motorvägsbro som går över en flod. Söder om bron ansluter M8 till motorvägen M77 och passerar därefter Renfrew, Paisley och Glasgows flygplats innan den återförenas med A8 innan Greenock. M8 byggdes mellan 1965 och 1980, med undantag för sträckan mellan M9 och Edinburgh som tillkom 1995.